# Villarroya de los Pinares (kommunhuvudort)
Villarroya de los Pinares är en kommunhuvudort i Spanien.   Den ligger i provinsen Provincia de Teruel och regionen Aragonien, i den östra delen av landet, 260 km öster om huvudstaden Madrid. Villarroya de los Pinares ligger 1 328 meter över havet och antalet invånare är 187.
Terrängen runt Villarroya de los Pinares är huvudsakligen kuperad, men åt nordväst är den platt.  Trakten runt Villarroya de los Pinares är nära nog obefolkad, med mindre än två invånare per kvadratkilometer. Närmaste större samhälle är Alcalá de la Selva, 18,0 km söder om Villarroya de los Pinares. 